# Divadlo Thália
Divadlo Thália (maďarsky Kassai Thália Színház) je divadlo maďarské menšiny ve městě Košice, které bylo zřízeno v roce 1969. Pod názvem Košické divadlo Thália Színház funguje v zřizovatelské působnosti Košického samosprávného kraje. Jedná se o divadlo putovní, které většinu svých vystoupení odehrává mimo Košice, především na jihu Slovenska a samozřejmě také v Maďarsku. V roce 2006 bylo divadlo vyznamenáno pamětní plaketou Jánose Esterházyho.

## Osobnosti

### Vedení divadla
- Péter Kolár (1990–1996)
- Tibor Fabó (1996–1999)
- Péter Kolár (1999–2011)
- József Czajlik (2011– )

### Umělecké vedení
- József Czajlik (ředitel)
- Miklós Forgács (dramaturg)
- Katalin Kántor (choreografka)

### Herecký soubour
Attila Bocsárszky, Lilla Dégner, Oszkár Illés, Katalin Latócky, Judit Lax, Máté Madarász, Péter Nádasdi, Kornélia Nagy, Erik Ollé, Árpád Pólos, Henrietta Rab, Katalin Szabadi Emőke, Anikó Varga, Lívia Varga.